# 迪奥赫内斯·卢纳
迪奥赫内斯·卢纳·马丁内斯（西班牙語：Diógenes Luna Martínez，1977年5月1日—），古巴男子拳击运动员。他曾代表古巴参加2000年夏季奥林匹克运动会拳击比赛，获得男子63.5公斤级铜牌。